# Slečna de Launay v Bastile
Slečna de Launay v Bastile (ve francouzském originále Mademoiselle de Launay à la Bastille) je komická opera (opéra comique, „comédie historique mêlée d'ariettes“) o jednom dějství francouzské skladatelky Sophie Gailové z roku 1813. Libreto k ní napsali Auguste Creuzé de Lesser, Jean-François Roger a Mme Villiers podle epizody z pamětí Marguerite-Jeanne Cordier de Launay, baronky de Staal, datované k roku 1719. Její premiéra se konala 16. prosince 1813 v pařížském divadle Théâtre impérial de l'Opéra-Comique, přesněji v jeho tehdejší budově zvané Théâtre Feydeau.

## Vznik, historie a charakteristika

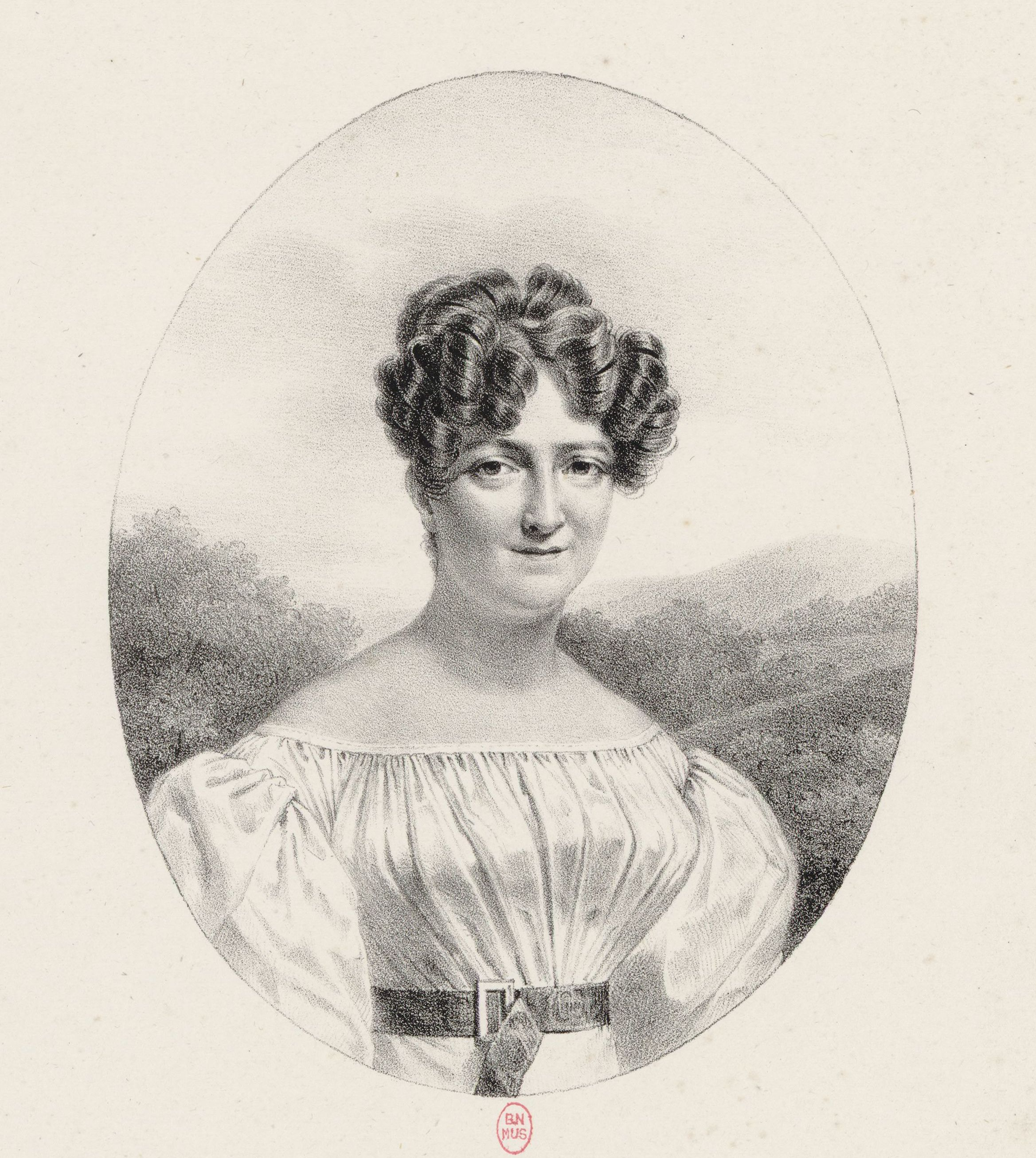
Louise-Thérèse-Antoinette Regnaultová, první představitelka titulní role ve Slečně de Launay v Bastile, rytina kolem r. 1820

Francouzská skladatelka (Edmée)-Sophie Gailová (1775–1819) dosáhla velkého úspěchu v březnu 1813 se svou opérou comique Dva žárlivci (Les Deux Jaloux). Toto dílo následovaly v rychlém sledu další tři opery podobného stylu, Slečna de Launay v Bastile, Angela aneb Ateliér Jeana Cousina a Záměna, které dosáhly menšího úspěchu, ale utvrdily reputaci Gailové jako seriózní hudební skladatelky.
Text ke Slečně de Launay v Bastile napsali dva dramatici, básník Auguste Creuzé de Lesser (1771–1839), v oboru opéry comique teprve začátečník, a zkušenější Jean-François Roger (1776–1842), jakož i blíže neznámá Mme Villiers. Námětem jim byla část pamětí Mme de Staal, ve které popisuje dva roky, jež strávila v Bastile kvůli účasti na tzv. „Cellamarovu spiknutí“, ve kterém chtělo Španělsko odstranit francouzského regenta Filipa Orleánského. Jednou z jeho vůdkyň byla bourbonská princezna Louise-Bénédicte, vévodkyně z Maine, a Mme de Staal – tehdy ještě jakožto Mlle de Launay princeznina dvorní dáma – se ho údajně činně účastnila. V pamětech popisuje, jak se jí v době jejího vězení dvořili jak guvernér bastily rytíř de Maisonrouge, tak její spoluvězeň rytíř de Ménil. Libretisté se ve svém divadelním zpracování od pamětí Mme de Staal odchýlili; ačkoli Jacinthe je skutečná postava, komická zápletka mezi Jacinthe a Frontinem je smyšlená, a zejména hlavní hrdinka ve skutečnosti nevyslyšela nabídku ani jednoho z rivalů.
Slečna de Launay v Bastile byla uvedena bez označení autorů, ale jejich jména byla veřejným tajemstvím a zejména v případě skladatelky je tisk bez zábran uváděl. Kritika se soustředila zejména na libreto: vytýkala mu nejen věcnou nepřesnost oproti skutečnosti i vlastnímu literárnímu zdroji, ale i řadu dramaturgických chyb. Le Moniteur universel polemizoval s označením „historická komedie“: „S politováním protiřečíme autorům co do prvního bodu: jejich dílo není komedií; a kdyby i bylo komedií, není historické, a celkově námět, situace, členění scén nijak neumožňovaly nadít se skutečné komické opery. Vidíme leda námět pro vaudeville, pro hru s písničkami. Skladatel špatně posloužil svým zájmům, když si ho zvolil…“ Titulní postava se nezdála dosti duchaplná, jak by se od proslulé intelektuálky očekávalo, postava guvernéra Maison-Rouge příliš komická a patetická („role k politování“), jeho mladý rival postrádal charakter („samotná role Mesnila by stačila, aby se rozšířil smrtelný chlad“), komický pár sluhů se jevil nesourodý se zbytkem opery a nadbytečný („Tyto dvě vedlejší role, zjevně vymyšlené pro prodloužení kusu, mu málem zaručily dosti smutný osud. Člověk by si musel přít jejich úplné vyškrtnutí, kdyby z nich neplynul lepší užitek v některých hudebních ansámblech.“).
Hudba podle kritiky nedosahovala kvalit Dvou žárlivců: „Tento skladatel, ať už je kdokoli, se při této příležitosti podobal trochu lidem, kteří když zbohatnou, s údivem zjistí, že jsou méně šťastní […] Přesto jsme rozpoznali styl soustavně příjemný a z dobré školy, okouzlující a účinné motivy a jednotlivé rysy, ale v celku málo barvy a původnosti.“
Kritik z Magasin encyclopédique, ou journal des sciences, des lettres et des arts mínil: „Autoři této nové opery nic nevynalezli, nic na této malé anekdotě nezměnili. Jejich dílo je dosti půvabné, ale trochu chladné.“ Hudbě se věnoval zejména recenzent Gazette de France: „tato nová skladba, jak bylo ohlášeno, je dílem milého autorky Dvou žárlivců. Nalezneme zde znovu líbecné a prosté melodie, ale navíc se nám dostalo důkazu, že se její talent dokáže pozdvihnout k silnějším koncepcím. Zejména dva kvartety přitáhly pozornost znalců: první (v němž jsou dva party zpívány za stěnou) je zcela v Mozartově stylu, a konkrétně ve stylu Kouzelné flétny. Tři romance byly zahrnuty potleskem: vím, že je herci vyžadují, protože jejich úspěch u publika tohoto divadla je téměř jistý; ale zdá se mi, že by bylo vhodné přát si, aby jich skladatelé neplodili takovou hojnost. Tato přehršel kupletů unaví ucho a má ještě vážnější nevýhodu: příliš přibližuje komickou operu vaudevillu.“ Přesto Slečna de Launay v Bastile „důstojně podepřela dobrou pověst, kterou [Gailové] dala tato okouzlující opera [=Dva žárlivci].“
Velké výtky kritika směřovala zjevně nedostatečnému nastudování, které vedlo ke špatným hereckým i pěveckým výkonům, a k přehnané jevištní komice. Jedině Gavaudan jako Maison-Rouge svou roli přivedl k úspěchu; jeho „plačtivý kuplet“ musel být při premiéře opakován a kritika čekala, že „se bude nepochybně úspěšně zpívat v ulicích Paříže“. Přesto se tato opera obecenstvu líbila a jeden z recenzentů doprovází svou kritiku konstatováním, že „tyto [naše] komentáře musí být příliš přísné, ba dokonce velmi málo podložené, protože kus měl úspěch; sklidil velmi vřelý potlesk“.
Ačkoli úspěch Slečny de Launay nedosahoval Dvou žárlivců, byl uspokojivý – tato opera se hrála do následujícího roku a dosáhla celkem 12 repríz. Popularity z partitury dosáhla především píseň o svobodě, která byla vydána zvlášť v lidové edici.

## Osoby a první obsazení

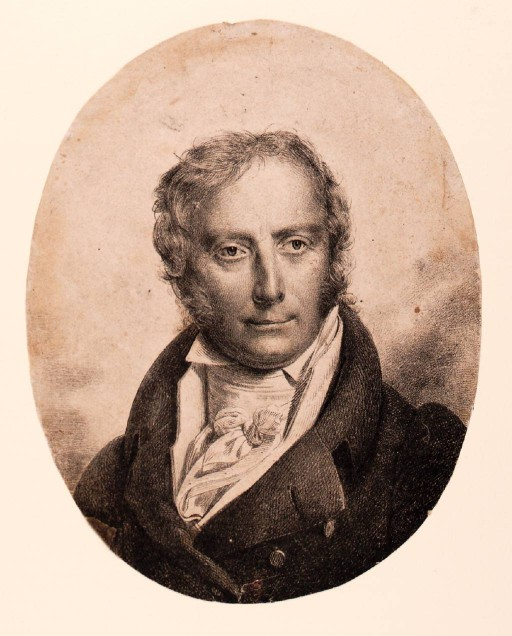
Zpěvák Jean-Baptiste-Sauveur Gavaudan, představitel guvernéra Maison-Rouge ve Slečně de Launay v Bastile (c. 1820)

| osoba                                             | hlasový obor | premiéra (16. prosince 1813)                   |
| ------------------------------------------------- | ------------ | ---------------------------------------------- |
| Pan de Maison-Rouge, guvernér Bastilly            | tenor        | Jean-Baptiste-Sauveur Gavaudan                 |
| Slečna de Launay, vězeňkyně                       | soprán       | Louise-Thérèse-Antoinette [Lemonnier-]Regnault |
| Rytíř de Mesnil, vězeň                            | tenor        | Louis-Auguste Huet                             |
| Jacinthe, postarší žena, komorná slečny de Launay | mezzosoprán  | Marie-Françoise Desbrosses                     |
| Frontin, lokaj rytíře de Mesnil                   | …            | Moreau                                         |

## Děj opery
(Odehrává se v Bastile roku 1719.)
Po krachu „Cellamarovo spiknutí“ proti regentovi Filipu Orleánskému byli jeho strůjci – mezi nimi jako jedna z vůdkyň vévodkyně du Maine – potrestáni a několik z nich bylo uvězněno v Bastile, mimo jiné vévodkynina dvorní dáma, slečna Marguerite de Launay, a rytíř de Mesnil. Slečna de Launay si mohla ve vězení ponechat svou komornou Jacinthe a rytíř de Mesnil, vězněný ve vedlejší místnosti, svého lokaje Frontina. – Postarší guvernér Bastily, rytíř de Maison-Rouge, se úzkostlivě vyptává Jacinthy, zda se její paní daří dobře a zda má vše, co pořebuje. Jacinthe odpovídá, že slečna odpočívá a nemá žádné přání (duet Dis, ta maîtresse est-elle bien?). Po jeho odchodu slečna de Launay uznává, že se jí její žalářník snaží pobyt co nejvíce zpříjemnit, dokonce jí zprostředkovává korespondenci – stále vášnivější – s jejím spoluspiklencem a spoluvězněm rytířem de Mesnil, se kterým se nikdy neviděla. Ale co platno, není to svoboda (romance Ma liberté, ma liberté). I Jacinthe vede korespondenci s Frontinem, který jí vyznává lásku; věkem zralá a světa znalá Jacinthe mu odpovídá ze žertu.
Údery na zeď vyvolají komunikaci s vedlejší místností. Obě ženy – a oba muži za stěnou – se dávají do hovoru (kvartet Madame! madame! madame!). Tento rozhovor posílí slečninu touhu Mesnila vidět, a když se Maison-Rouge vrátí, slečna de Launay ho rozmarně přesvědčí, aby jim to umožnil. Maison-Rouge jí nedokáže nic odepřít a dává Mesnila přivést. Slečna de Launay a rytíř de Mesnil se dvorně zdraví při prvním setkání tváří v tvář – ve společnosti Maison-Rouge a Jacinthe – a nacházejí v sobě zalíbení (kvartet Le Gouverneur, qui vous admire). Protože Maison-Rouge zapomněl při odchodu zavřít dveře, pronikne po tomto setkání do místností obou žen Frontin, aby se setkal s milovanou Jacinthou. Když zjistí, že to není děvče v rozpuku, ale postarší žena, hledá, jak se ze situace zdvořile vyvléci, a Jacinthe si s ním zahrává jako kočka s myší (duet L'ordre de la maison).

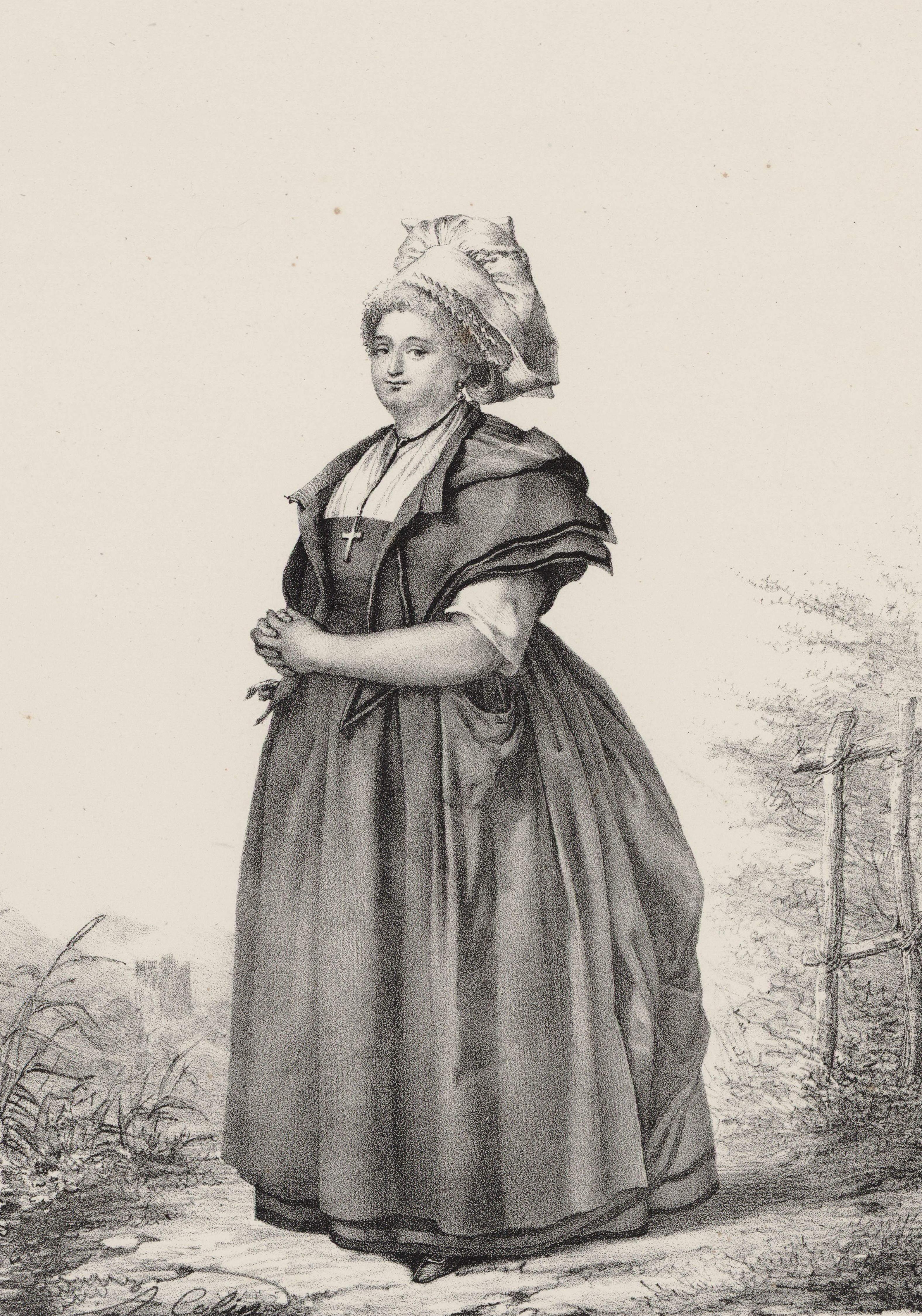
Marie Desbrosses, první představitelka Jacinthe, zde v roli Matky Germaine v Méhulově opeře La Journée aux aventures (1816), rytina Alexandra Colina

Maison-Rouge hovoří se slečnou de Launay. vyjadřuje jí svůj obdiv za statečnost i loajalitu k obtížné zaměstnavatelce. Slečna mu zpívá píseň o vězení (polonéza Heureux oiseaux, vous franchissez l'espace). Maison-Rouge vidí, že slečna je nešťastná přes jeho veškerou snahu jí pobyt v Bastile učinit snesitelným, a slibuje, že se pokusí vymoci u regenta její propuštění. Vyznává jí svou lásku a žádá ji o ruku (romance Je sais bien que la jeunesse). Slečna váhá. Maison-Rouge ji nechává rozmyslet; jestli jeho nabídku přijme, ať ho za čtvrt hodiny přivolá z okna.
Slečna de Launay s jacinthe probírá přednosti obou kavalírů. Tu se objeví Mesnil, jehož dveře zůstaly otevřeny, takže se mohl proplížit k nim, což slečna považuje za nerozvážnost. Vzápětí stráže zamknou dveře do její místnosti, a aby se Mesnil dostal ven, musí slečna přivolat Maison-Rouge, i když to neměla v úmyslu. Když Maison-Rouge potěšen přijde a pak zjistí důvod, proč ho slečna de Launay zavolala, je velmi zklamán a v přesvědčení, že nad ním mladý rytíř zvítězil, odkvapí. Slečna a Mesnil se obávají nejhoršího (tercet s Jacinthe Quelle est ma souffrance!), zvláště když vidi guvernéra na nádvoří mluvit s regentovým ministrem. Místo očekávaného trestu však přijde oznámení o milosti pro oba. Slečna de Launay chápe guvernérovu nezištnou oběť a její srdce činí volbu; loučí se s rytířem de Mesnil a přijímá nabídku k sňatku od Maison-Rouge. Ten je šťasten a navrhuje oddat i Frontina s Jacinthe; Jacinthe nebohého Frontina naštěstí osvobozuje od slibu. Tentokrát zvítězilo stáří nad mládím, jindy to bude naopak, zpívají všichni (finále-vaudeville Je formais une autre espérance).